# Андерсон, Джон (естествоиспытатель)
Джон Андерсон (26 сентября 1726 года, Шотландия — 13 января 1796 года, Глазго) — шотландский естествоиспытатель, физик, педагог, энтузиаст внедрения науки в развитие промышленной революции и распространения образования работающих мужчин и женщин, и завещал своё имущество для основания учреждения для содействия научно-техническому образованию в Глазго.
Профессор Университета Глазго.
Родился в Росните, Аргайл и Бьют. После ранней смерти отца воспитывался тётей в Стирлинге, где учился в школе.
Окончил Университет Глазго (магистр искусств, 1745).
Во время Второго якобитского восстания в 1745 году служил в ганноверской армии.
Работал частным тьютором, в Нидерландах и Лондоне.
С декабря 1754 года профессор восточных языков в университете Глазго, а в 1757 году был назначен на более престижную должность профессора натурфилософии, которую занимал до конца жизни. В 1768-69 гг. он также являлся клерком Сената университета.
У Джона Андерсона была настоящая страсть к физике, экспериментам и изобретениям механизмов. Он работал вместе с Джеймсом Уаттом над созданием паровой машины, был знаком с Бенджамином Франклином и установил первый громоотвод в Глазго (в 1772 году, на шпиле колледжа). Андерсон также написал новаторский по тем временам учебник физики, опубликованный в 1786 году, который выдержал пять изданий за десять лет. Он был избран членом Королевского общества, и это привело его к контакту со многими ведущими учёными того времени.
Андерсон был известен и как горячий сторонник Великой Французской революции. В 1791 году он изобрёл новый тип 6-фунтовой пушки, которую преподнёс в дар революционной Франции.
Ещё одним важным направлением его деятельности было изучение возможностей применения науки в промышленности и так называемое «полезное образование» рабочего класса. Он известен тем, что проводил в университете, где преподавал, лекции для рабочих по вечерам, причём, что было необычно для того времени, поощрял развитие женского образования. В своих лекциях для рабочих он уделял больше всего внимания демонстрации различных опытов и экспериментов и за своё пристрастие к взрывам и фейерверкам получил прозвище «Весёлый Джек Фосфор». Своё имущество он завещал использовать на благо развития научно-технического образования в Глазго. На его деньги был основан колледж Андерсона, который впоследствии сменил несколько названий и сейчас называется Университетом Стратклайда. Имя Андерсона носят также библиотека и один из кампусов этого университета.